# Robert Brown Gardner

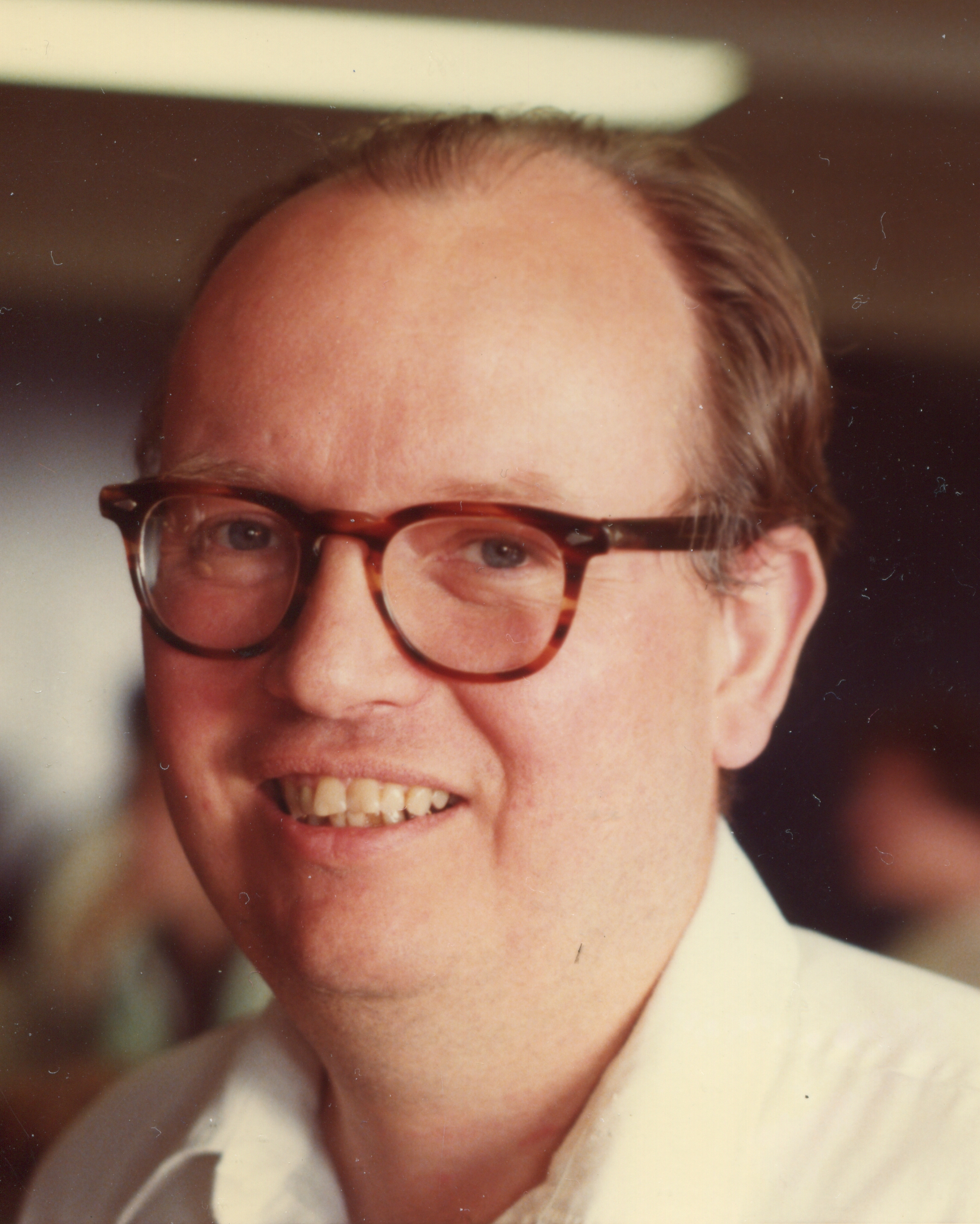
Robert Brown Gardner

Robert Brown Gardner (* 27. Februar 1939 in Tarrytown, New York; † 5. Mai 1998) war ein US-amerikanischer Mathematiker.
Gardner studierte an der Princeton University mit dem Bachelor-Abschluss 1959, an der Columbia University mit dem Master-Abschluss 1960 und wurde 1965 an der University of California, Berkeley bei S. S. Chern promoviert (Differential geometric methods in partial differential equations). Als Post-Doktorand war er am Courant Institute of Mathematical Sciences of New York University und 1967 Assistant Professor an der Columbia University. 1971 wurde er Associate Professor und 1977 Professor an der University of North Carolina at Chapel Hill.
1970/71 war er am Institute for Advanced Study. Er war auch am MSRI, am Fields Institute und Gastprofessor an der TU Berlin (1970, 1988) und der Universität Bonn.
Er befasste sich mit Differentialgeometrie in der Nachfolge von Élie Cartan, zum Beispiel Systemen äußerer Differentialformen, deren Äquivalenztheorie oder deren Repére Mobile (englisch Moving Frame) Methode, mit geometrischer Theorie partieller Differentialgleichungen, Variationsrechnung, Untermannigfaltigkeiten und Integralgeometrie, Invariantentheorie, Kontrolltheorie, geometrischen Methoden der Bildanalyse und Lie-Gruppen.
Zu seinen Doktoranden gehört Robert L. Bryant.

## Schriften
- A differential geometric generalization of characteristics, Comm. Pure Appl. Math., Band 22, 1969, S. 597–626
- mit Robert L. Bryant, S. S. Chern, H. L. Goldschmidt, Phillip Griffiths Exterior Differential Systems, MSRI Publ. 18, Springer Verlag 1991
- Differential geometric methods interfacing control theory, in Differential geometric control theory, Progress in Mathematics 28, Birkhäuser 1983, S. 117–180
- New viewpoints in the geometry of submanifolds in {\displaystyle R^{N}}, Bulletin AMS, Band 83, 1977, S. 1–35
- Invariant Theory, Bulletin AMS, Band 12, 1980, S. 246–256
- The method of equivalence and its applications, SIAM 1989